# Pacyfik Salcedo Puchades
Pacyfik Salcedo Puchades OFMCap. znany też jako Pacyfik z Walencji, (hiszp.) Pacífico de Valencia, Pacífico (Pedro) Salcedo Puchades (ur. 24 lutego 1874 r. w Castellar na terenie Walencji, zm. 12 października 1936 r. tamże) – hiszpański błogosławiony Kościoła katolickiego, męczennik, brat zakonny z Zakonu Braci Mniejszych Kapucynów, ofiara prześladowań antykatolickich okresu hiszpańskiej wojny domowej.

## Życiorys
Urodził się w wielodzietnej, rolniczej rodzinie Matíasa Salcedo i Eleny Puchades. Ochrzczony został  25 lutego w miejscowej parafii i nadano mu imię Pedro (Piotr). Ze względu na sytuację ekonomiczną rodziny nie miał możliwości podjęcia nauki. Do zakonu kapucynów wstąpił 21 lipca 1899 r. w Ollerii przyjmując imię zakonne Pacyfik. Śluby czasowe złożył 21 czerwca 1900 r., a profesję wieczystą 21 lutego 1903 r. Od 1903 r. pełnił obowiązki kwestarza klasztoru w Massamagrell. Z prostotą, pokorą i spokojem realizował swoje powołanie. Skromny i dobroduszny brat Pacyfik żył cnotliwie w ubóstwie oddając się umartwianiom i szczególnym kultem otaczając Marię z Nazaretu. W ocenie współwyznawców, swoim stylem życia wskazywał wyznawane ideały czym powszechnie wzbudzał szacunek.
Po wybuchu wojny domowej, gdy na fali prześladowań Kościoła katolickiego zlikwidowano klasztor w którym przebywał, ukrył się u swojego brata. Aresztowany przez milicję, w drodze na śmierć odmawiał modlitwę różańcową. Został rozstrzelany w pobliżu Turii, a jego ciało pochowano następnego dnia w zbiorowej mogile na cmentarzu w Walencji. Relikwii nie udało się zidentyfikować.
Miejscem kultu Pacyfika z Walencji jest archidiecezja walencka.
Proces informacyjny odbył się w Walencji w latach 1957–1959. Beatyfikowany w pierwszej grupie wyniesionych na ołtarze męczenników z zakonu kapucynów zamordowanych podczas prześladowań religijnych w latach 1936–1939, razem z Józefem Aparicio Sanzem i 232 towarzyszami, pierwszymi wyniesionymi na ołtarze Kościoła katolickiego w trzecim tysiącleciu przez papieża Jana Pawła II w Watykanie 11 marca 2001 r.
Wspomnienie liturgiczne obchodzone jest przez katolików w dzienną rocznicę śmierci (12 października), a także w grupie męczenników 22 września.